# Bling Bling (singolo Juju)
Bling Bling è un singolo della rapper tedesca Juju, pubblicato il 12 aprile 2019 come terzo estratto dal primo album in studio omonimo.

## Tracce
Testi di Judith Wessendorf, musiche di Krutsch e Sam Witte.
1. Bling Bling – 2:30

## Formazione
- Juju – voce
- Krutsch – produzione, mastering, missaggio

## Classifiche
| Classifica (2019) | Posizione massima |
| ----------------- | ----------------- |
| Germania          | 63                |